# Elièzer Niyitegeka
Eliezer Niyitegeka (nacido el 12 de marzo de 1952 en la prefectura de Kibuye (Ruanda), - 28 de marzo de 2018 en Cotonú, Benín) fue un periodista, expolítico y participante de alto nivel en el genocidio de Ruanda en 1994. Tras estudiar periodismo en Rumanía, Niyitegeka se convirtió primero en periodista y presentador de Radio Ruanda y después en miembro de Parlamento, después ejecutivo en una empresa textil y empresario. En 1991, con la llegada de la democracia multipartidista en Ruanda, fue uno de los miembros fundadores del partido de oposición, el Movimiento Democrático Republicano (MDR). El MDR abogó por la democracia, las libertades individuales, la reunión de ruandeses independientemente de las consideraciones étnicas y el fin de la violencia. Su lema, como se muestra en el estatuto del partido, era: "Libertad, justicia y trabajo. Desde 1991 hasta 1994, fue presidente de la MDR en la prefectura de Kibuye. Niyitegeka también ocupó un puesto en la sede política nacional de su partido.
Niyitegeka fue condenado a cadena perpetua, la pena máxima prevista por el Tribunal Penal Internacional para Ruanda. Apeló su veredicto, pero el 9 de julio de 2004, la Sala de Apelaciones confirmó, en su totalidad, el veredicto y la sentencia impuesta a Niyitegeka por la Primera Sala de Primera Instancia.